# Trias
Trias – najstarszy okres ery mezozoicznej. Trwał od 251,9 do 201,3 milionów lat temu. Dzieli się na późny, środkowy i wczesny.
Po wielkim wymieraniu permskim, we wczesnym triasie nastąpiła szybka radiacja ewolucyjna fauny i flory. Okres ten zakończyło mniejsze wymieranie triasowe, wciąż jednak zaliczane do pięciu największych masowych wymierań w fanerozoiku.
Nazwa pochodzi z języka greckiego tryas – trójdzielny. Została wprowadzona w 1835 roku przez geologa niemieckiego Albertiego dla podkreślenia wyraźnej trójdzielności osadów tego okresu w środkowej Europie.

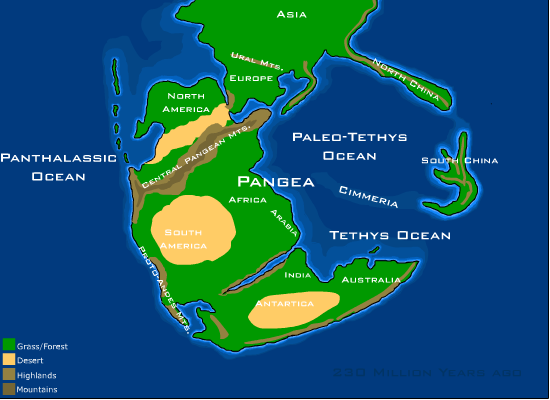
Mapa przedstawiająca ułożenie lądów przed około 230 mln lat

## Stratygrafia
Podstawowymi skamieniałościami przewodnimi są amonity i konodonty. Trias dzieli się na 3 oddziały: trias dolny i trias środkowy i trias górny z piętrami:
| górny/późny trias   |                                        |
| retyk               | (~208,5 – 201,3 ± 0,2 mln lat temu)    |
| noryk               | (~227 – ~208,5 mln lat temu)           |
| karnik              | (~237 – ~227 mln lat temu)             |
| środkowy trias      |                                        |
| ladyn               | (~242 – ~237 mln lat temu)             |
| anizyk              | (247,2 – ~242 mln lat temu)            |
| dolny/wczesny trias |                                        |
| olenek              | (251,2 – 247,2 mln lat temu)           |
| ind                 | (251,902 ± 0,024 – 251,2 mln lat temu) |

Czasami dla triasu z terenu Polski i Niemiec stosuje się tradycyjny podział oparty na dominującym typie skał, a nie na wieku: pstry piaskowiec, wapień muszlowy, kajper i retyk. Jednostki te w dużym stopniu pokrywają się odpowiednio z dolnym, środkowym i górnym triasem (kajper i retyk).

## Zmiany geologiczne
Zaczęła się rozpadać Pangea. W Afryce centralnej, w dorzeczu Konga zaznaczyła się orogeneza katangijska.

## Flora
We florze lądowej dominowały rośliny nagonasienne, głównie szpilkowe. Pojawiły się pierwsze benetyty, występowały, choć rzadko, miłorzęby i sagowce. Pospolite były paprocie nasienne, a także rośliny zarodnikowe, w tym drzewiaste skrzypy, widłaki i paprocie. Paprocie, wraz z widłakami stanowiły główną grupę roślin zielnych. Pod koniec środkowego triasu zaczął się stopniowy upadek widłaków i skrzypów, szczególnie drzewiastych.

## Fauna lądowa
Trias był drugim okresem prosperity płazów tarczogłowych, niektóre z nich osiągały 5 m długości i 0,5 tony wagi. We wczesnym triasie pojawiły się pierwsze płazy bezogonowe. Pojawiły się pierwsze krokodyle (w tym okresie wyłącznie lądowe), jaszczurki i żółwie. We wczesnym i środkowym triasie główną grupą gadów były gady ssakokształtne, które jednak od triasu środkowego (drapieżcy) i triasu późnego (roślinożercy), wypierane przez tekodonty, zanikły wraz z końcem okresu.
W późnym triasie pojawiły się pierwsze dinozaury, szybko się różnicując na trzy podstawowe grupy: dinozaury gadziomiedniczne (zauropody i teropody) oraz dinozaury ptasiomiednicze.
Pod koniec triasu pojawiły się też pierwsze ssaki, wywodzące się z gadów ssakokształtnych. Z późnego triasu pochodzą też pierwsze latające gady – pterozaury.

## Fauna morska
Prawie wszystkie rzędy bezkręgowców morskich są nowe w stosunku do form paleozoicznych. Dochodziło do szybkiego rozwoju małży, choć ramienionogi w dalszym ciągu były pospolite. Szybko rozwijały się liliowce łodygowe, stanowiąc jedną z najczęstszych skamieniałości triasu. Powszechne były także ślimaki. Ważną i liczną grupą były amonity.
Z triasu środkowego znani są pierwsi przedstawiciele koralowców – Scleractinia, które jednak w tym okresie występowały dość nielicznie, zarówno formy osobnicze jak i rafotwórcze. W Polsce, na Śląsku Opolskim, występują jedne z najstarszych na świecie raf skleraktiniowych. Relatywnie rzadkie są gąbki i mszywioły, choć gąbki były ważnym składnikiem pierwszych, nielicznych raf triasowych (koralowcowo – gąbkowych) triasu środkowego. Wśród niezbyt rozpowszechnionych jeżowców spotyka się tylko formy regularne.
Wśród ryb szczególnie pospolite były drobne rekiny o płaskich koronach zębów, miażdżące muszle bezkręgowców. Pod koniec okresu pojawiły się pierwsze rekiny współczesne – Neoselachi. Pospolite były ryby kostnochrzęstne i przejściowce. Pojawiły się pierwsze Teleostei. W obrębie dwóch ostatnich grup, zaliczanych do Neopterygii, zaznaczyły się tendencje w budowie charakterystyczne dla większości współczesnych promieniopłetwych (np. symetria płetwy ogonowej). W całym triasie występowały jeszcze zwierzęta konodontonośne; wymarły z końcem okresu. Pojawiły się liczne wielkie grupy gadów morskich, z których notozaury i plakodonty wymarły pod koniec okresu. Ziemnowodne notozaury były dominującą grupą gadów morskich. Z początkiem okresu pojawiły się plezjozaury, a wkrótce potem także ichtiozaury. Te ostatnie pod koniec triasu były liczne i osiągały duże rozmiary.

## Trias na obszarze Polski
W triasie na terytorium Polski panował klimat ciepły, półsuchy i suchy, niekorzystny dla roślinności przez co na obszarach lądowych była ona uboga. Powstały wówczas czerwone piaskowce, które występują w Sudetach (niecka północnosudecka, niecka śródsudecka) i wokół Gór Świętokrzyskich. W Tatrach są piaskowce kwarcowe i mułowce z tego okresu. Wskutek transgresji pod koniec wczesnego triasu powstało rozległe, płytkie morze na terenie Polski i Niemiec. Na dnie morskim osadzały się wapienie, odsłonięte na Górnym Śląsku i w rejonie świętokrzyskim. Inny płytki zbiornik istniał na południu, dzięki któremu powstały wapienie i dolomity budujące znaczną część Tatr. W późnym triasie powróciły lądowe warunki i pustynny klimat, dzięki któremu powstały czerwonawe mułowce i iłowce.
Głównymi bogactwami z okresu triasowego są rudy cynku i ołowiu oraz surowce węglanowe.
W skałach triasowych Polski, w Krasiejowie, jest jedno z najbogatszych na świecie stanowisk szkieletów wielkich płazów i gadów kopalnych, w tym przedstawiciela kladu Dinosauriformes (obejmującego dinozaury i formy najbliżej z nimi spokrewnione) z rodzaju Silesaurus. W rejonie świętokrzyskim znanych jest kilka stanowisk z bogatym zespołem tropów płazów i gadów wczesnego triasu. W późnotriasowych osadach w Lisowicach odnaleziono m.in. kości dwóch nieopisanych jeszcze naukowo teropodów oraz największego znanego dicynodonta – Lisowicia bojani.